# Вогау и Ко
Торговый дом «Вогау и Ко» — одна из крупнейших в России систем акционерных торговых, промышленных, финансовых предприятий, созданных во второй половине XIX — начале XX века.

## Расположение
Главная контора располагалась в Москве на Варварке, 26, в доме страхового общества «Якорь».

## История
Учредителем торгового дома «Вогау и Ко» в 1859 г. был житель Германии Максимилианом фон Вогау. В 1827 г. он переехал в Россию, где принял российское подданство и в 1839 г. породнился с семьёй текстильного фабриканта Франца Рабенека, женившись на его дочери..
У Вогау было 2 брата, Фридрих и Карл, именно с ними в 1840 г. он открыл в Москве контору для торговли москательным товаром и чаем, дело стало успешным и в последующие 10 лет компания вела крупную торговлю чаем, сахаром, бумажной и шерстяной пряжей из Великобритании, хлопком из США.
Торговый дом добился успеха, предприниматели Вогау вкладывали много денег в российскую промышленность и были важны для развития внешней торговли России. К 1914 г. фирма Вогау была одной из самых крупных российских групп, которые вели работу в разных промышленных отраслях.
В Москве у торгового дома была своя банкирская контора, партнерами были многие банки: Московский учётный, Московский купеческий, Петербургский частный коммерческий и Русский для внешней торговли.
Почти все руководящие посты занимали германские подданные, по этой причине после начала Первой мировой войны фирма прекратила работу в России. В мае 1915 г. была разгромлена контора и часть предприятий товарищества, в 1916 г. компания попала под государственный надзор. После этого «Вогау и Ко» распродала все свои активы, а члены семьи бежали из России.

## Отрасли
Торговые операции фирмы были разделены на 6 крупных отделов:
- Химические продукты

Торговый дом начал свою деятельность с импорта красителей для тканей, получаемых через Англию, Францию и Голландию. Со временем компания стала покупать у стран-производителей — Индии и Батавии. Следующим этапом стала покупка и продажа хлорной извести и других химикатов.
- Строительные материалы

Следующим объектом внимания Вогау стал цемент, который производила фабрика К. Х. Шмидта в Риге.
- Чай

В 1840-х гг. торговый дом ввозил чай из Китая в Россию через таможенный пункт в Кяхте в сотрудничестве с фирмами И. С. Губкина и Н. Ф. Шубина.
- Сахар

Одним из основных объектов торговли был сахар. Сотрудничая с московскими предпринимателями: фирмами Катуаров, Боткина, Абрикосова, Трапезникова, Солдатенкова, компания Вогау и Ко в 1873 г. организовала Товарищество Московского сахарорафинадного завода.
- Хлопок

С 1860-х гг. Вогау импортировали американский хлопок-сырец и английскую пряжу высокого качества. В начале 1900-х гг. торговый дом стал официальным представителем в России английских хлопкоторговых фирм братьев Ралли и Фредерика Зерга. Сырье, которое покупали Вогау, отправлялось потом на прядильные фабрики Москвы и Иваново-Вознесенска.
- Металлы

Вогау занимались внешней и внутренней торговлей металлов, добычи которых не было в России: меди, цинка, олова, никеля..

## Капитал
Доходы компании были огромны: в 1882 г. её основной капитал насчитывал 1 млн ф. ст., а прибыль — 75 тыс. ф. ст. в год. В 1915 г. фирма Вогау была одной из крупнейших корпораций в России. В 1917 г. торговый дом Вогау владел акциями около 20 крупнейших компаний..

## Важные события
1865 — открыто отделение в Лондоне под управлением Эрвина Шумахера.
1865 — Торговый дом приобрел акции писчебумажной фабрики В. Говарда.
1869 — по инициативе семьи Вогау создан Московский учётный банк.
1871 — организован Русский для внешней торговли банк.
1872 — создано страховое общество «Якорь».
1874 — учреждено Общество Белорецких железоделательных заводов Пашковых на Урале.
1875 — основано ещё одно отделение в Лондоне, которое занимало в Сити видное положение на протяжении последующих 50 лет.
1911 — основано акционерное общество «Рудник Карл», антрацитовые копи в Донбассе.
1911 — основано Акционерное общество для обследования и устройства предприятий в России совместно с группой торгового дома "Л. Кноп", вело поиски месторождений платины и нефти на Урале и меди на Кавказе).
1913 — При непосредственном участии Вогау и Ко учреждено акционерное общество Московского электролитического завода, Торговому дому отошло 50 % акций.

## Правление
До 1917 года фирма оставалась под контролем семейства Вогау и предпринимателей, связанных с ним родственными отношениями.
- Максимилиан фон Вогау (1807—1880) — основатель компании
- Фридрих Вогау (1814—1848) — брат основателя
- Карл Вогау (1821—1870) — брат основателя

Второе поколение руководителей фирмы:
- Конрад Карлович Банза (1842—1901) муж дочерей Максима Максимовича, сначала Эмилии, а после её ранней смерти её сестры Эммы
- Эрвин Шумахер(1823—1914) — зять К. М. Вогау[2]

В первые годы XX века сформировался третий состав руководителей-собственников фирмы из пяти человек:
- Гуго Макс Вогау (Гуго Максимович)
- Рудольф Германн (Рудольф Васильевич) — сын Эммы Вогау-Банза от первого брака, внук основателя
- Мориц Марк — сын Каролины Вогау, сестры первых Вогау
- Гуго Марк — сын Морица Марка
- Альберт, позже его сын Вальтер Шума[2]